# Майт Рійсман
Майт Рійсман (23 вересня 1956 — 17 травня 2018) — радянський ватерполіст і плавець.
Олімпійський чемпіон 1980 року.